# I'm in You
I'm in You es el quinto álbum de estudio de Peter Frampton el cual fue lanzado en junio de 1977. Al igual que su predecesor en directo Frampton Comes Alive!, este álbum fue un gran éxito en el ámbito comercial. Además de ser la última grabación previa a su accidente automovilístico que casi le cuesta la vida en 1978.

## Grabación y contenido
Tras el éxito de Frampton Comes Alive!, Peter Frampton disponía ya de medios para poder realizar una grabación mucho más profesional y al mismo tiempo de contar con varios invitados, entre ellos Stevie Wonder, Richie Hayward, Mike Finnigan, Ringo Starr y Mick Jagger. La preparación del disco comenzó en los estudios Electric Lady, luego en The Record Plant y finalmente en The Hit Factory.
Las fotografías del álbum fueron tomadas por Neal Preston e Irving Penn, bajo la dirección de Vartan, Roland Young y Ryan Rogers. Tras la edición, varios músicos criticaron la portada donde aparece Frampton con el pecho semidesnudo, e incluso el propio Frampton llegó a lamentar aquella fotografía en donde él mismo dice: "Pase de ser un músico serio a ser un ídolo adolescente"
En 1979 Frank Zappa parodió la canción que da título al disco, con su canción "I Have Been in You" y en el monólogo donde dice "Is That Guy Kidding or What?" (¿Este tipo está bromeando o qué?).

## Canciones
- Todas las canciones escritas por Peter Frampton, excepto donde se indique.

| N.º | Título                                                 | Escritor(es)                                                  | Duración |  |
| 1.  | «I'm in You»                                           |                                                               | 4:10     |  |
| 2.  | «(Putting My) Heart on the Line»                       |                                                               | 3:42     |  |
| 3.  | «St. Thomas (Don't You Know How I Feel)»               |                                                               | 4:15     |  |
| 4.  | «Won't You Be My Friend»                               |                                                               | 8:10     |  |
| 5.  | «You Don't Have to Worry»                              |                                                               | 5:16     |  |
| 6.  | «Tried to Love»                                        |                                                               | 4:27     |  |
| 7.  | «Rocky's Hot Club»                                     |                                                               | 3:25     |  |
| 8.  | «(I'm A) Road Runner» (presentando a Cristina Scabbia) | Holland-Dozier-Holland                                        | 3:40     |  |
| 9.  | «Signed, Sealed, Delivered (I'm Yours)»                | Lee Garrett, Lula Mae Hardaway, Stevie Wonder, Syreeta Wright | 3:54     |  |

## Personal
Músicos
- Peter Frampton - Voz, guitarra, bajo, piano, batería, armónica, talkbox.
- Bob Mayo - Teclado, coros, guitarra, sintetizador.
- Stanley Sheldon - Bajo y coros.
- John Siomos - Batería.

Invitados
- Mike Finnegan - Voz.
- Stevie Wonder - Tecladoa, sintetizador, coros, armónica.
- Mick Jagger - Coros en "I'm in You" y "Tried to Love".
- Richie Hayward - Batería.
- Ringo Starr - Batería.

## Posiciones y certificaciones
| Año  | Detalles                                | Posicionamiento en listas | Posicionamiento en listas | Posicionamiento en listas | Posicionamiento en listas | Posicionamiento en listas | Posicionamiento en listas | Certificaciones | Certificaciones | Certificaciones |
| Año  | Detalles                                | UK                        | CAN                       | GER                       | NOR                       | SWE                       | US                        | CAN             | UK              | US              |
| ---- | --------------------------------------- | ------------------------- | ------------------------- | ------------------------- | ------------------------- | ------------------------- | ------------------------- | --------------- | --------------- | --------------- |
| 1977 | I'm in You - Lanzamiento: junio de 1977 | 19                        | 1                         | 37                        | 21                        | 33                        | 2                         | Platino         | Oro             | Platino         |